# Liste der Naturdenkmale in Böchingen
Die Liste der Naturdenkmale in Böchingen nennt die im Gemeindegebiet von Böchingen ausgewiesenen Naturdenkmale (Stand 23. Mai 2024).

## Naturdenkmale
| Nr.         | Bezeichnung               | Lage                                                                     | Beschreibung                  | Bild                          |
| ----------- | ------------------------- | ------------------------------------------------------------------------ | ----------------------------- | ----------------------------- |
| ND-7337-259 | Naturquelle Zimmerbrunnen | nordwestlich des Ortes in der Waldgemarkung, bei der Landauer Hütte Lage | gefasste Quelle; mit Umgebung | mehr Fotos \| Fotos hochladen |